# Mandarim do Nordeste
O Mandarim do Nordeste (chinês simplificado: 话 话; chinês tradicional: 話; pinyin: Dōngběihuà; literalmente: 'Discurso do Nordeste' ou 东北官话/東北官話 Dōngběiguānhuà "mandarim do nordeste") é o subgrupo de variedades de mandarim faladas no nordeste da China com o exceção da península de Liaodong. A classificação do mandarim do nordeste como um grupo de dialetos separado do mandarim de Pequim foi proposta pela primeira vez por Li Rong, autor do Atlas de Idiomas da China, em 1989. No entanto, muitos pesquisadores não aceitam a distinção. 